# Феогност (Гузиков)
Митрополит Феогно́ст (в миру Игорь Миха́йлович Гу́зиков; 6 октября 1960, посёлок Селиваново, Владимирская область) — архиерей Русской православной церкви, митрополит Каширский, викарий патриарха Московского и всея Руси, председатель Синодального отдела по монастырям и монашеству. Управляющий викариатством новых территорий города Москвы (2019—2022) и благочинием ставропигиальных приходов и патриарших подворий вне города Москвы, а также настоятель храма Живоначальной Троицы в Троицке города Москвы. Член комиссии Межсоборного присутствия по богослужению и церковному искусству.

## Биография
Родился 6 октября 1960 года в посёлке Селиваново (ныне Красная Горбатка) Владимирской области в семье рабочих. В том же году крещён с именем в честь великого князя Черниговского и Киевского Игоря.
В 1978 году окончил среднюю школу, в 1979—1981 годах проходил службу в армии.
В 1981—1982 годах нёс послушание в храме Спаса Нерукотворенного Образа на погосте Спас-Железино Селивановского района, в 1982—1983 годах — в храме святителя Николая в городе Киржаче Владимирской области.
22 ноября 1983 года в домовой церкви архиерейских покоев архиепископом Владимирским и Суздальским Серапионом (Фадеевым) пострижен в монашество с именем Феогност в честь святителя Феогноста, митрополита Киевского и всея Руси.
14 января 1984 года архиепископом Серапионом в Успенском соборе Владимира рукоположён во иеродиакона, а 19 января — во иеромонаха.
С апреля 1984 года — насельник Троице-Сергиевой лавры.
В 1985 году поступил в Московскую духовную семинарию.
В 1986 году возведён в сан игумена, а затем в том же году — в сан архимандрита.
В 1987 году окончил Московскую духовную семинарию.
30 ноября 1988 года указом патриарха Пимена был назначен наместником Троице-Сергиевой лавры.
С 1990 года преподаёт в МДА, читает курс патрологии.
В 1991 году окончил Московскую духовную академию со степенью кандидата богословия за сочинение «Пастырство по учению Православной Церкви».

### Архиерейство
13 марта 2002 года решением Священного синода Русской православной церкви ему определено быть епископом Сергиево-Посадским, викарием Московской епархии, первым епископом-наместником Троице-Сергиевой лавры за всю её историю. 31 марта в храме Христа Спасителя был хиротонисан во епископа Сергиево-Посадского. Хиротонию совершили: патриарх Московский и всея Руси Алексий II, митрополит Крутицкий и Коломенский Ювеналий (Поярков), митрополит Смоленский и Калининградский Кирилл (Гундяев), митрополит Солнечногорский Сергий (Фомин), митрополит Волоколамский и Юрьевский Питирим (Нечаев), архиепископ Истринский Арсений (Епифанов), архиепископ Владимирский и Суздальский Евлогий (Смирнов), архиепископ Верейский Евгений (Решетников), епископ Тульский и Белёвский Кирилл (Наконечный), епископ Дмитровский Александр (Агриков).
В 2004 году посетил Антарктику, где 15 февраля освятил Троицкую церковь на острове Ватерлоо. Церковь стала патриаршим подворьем Троице-Сергиевой лавры, братия которой совершает в ней служение.
20 апреля 2009 года в Успенском соборе Троице-Сергиевой лавры патриархом Кириллом был возведён в сан архиепископа.
5 марта 2010 года решением Священного синода утверждён председателем Синодальной комиссии по делам монастырей.
В июне 2010 года назначен генеральным директором Сергиево-Посадского государственного историко-художественного музея-заповедника.
22 марта 2011 года по должности включён в состав Высшего церковного совета Русской православной церкви.
15 марта 2012 года возглавляемая им Синодальная комиссия по делам монастырей был преобразована в Синодальный отдел по монастырям и монашеству.
30 ноября 2018 года отметил 30-летие своего наместничества в Троице-Сергиевой лавре. Больше него монастырем управляли только сам преподобный Сергий Радонежский, основатель обители, и преподобный Антоний (Медведев).
26 февраля 2019 года решением Священного синода Русской православной церкви освобождён от должности наместника Троице-Сергиевой лавры «с сохранением за ним обязанностей викария Патриарха Московского и всея Руси с титулом „Каширский“ и председателя Синодального отдела по монастырям и монашеству». 27 февраля в Троицком соборе Троице-Сергиевой лавры совершил Божественную литургию вместе со своим преемником епископом Сергиево-Посадским Парамоном (Голубкой).
7 апреля 2019 года распоряжением патриарха Кирилла назначен управляющим Викариатством новых территорий города Москвы, а также благочинием ставропигиальных приходов и Патриарших подворий вне города Москвы. 11 апреля 2019 года указом патриарха Кирилла назначен также настоятелем храма Живоначальной Троицы в Троицке города Москвы.
8 декабря 2020 года решением Священного синода назначен наместником московского Донского монастыря.
За усердное служение Церкви 16 мая 2021 года патриархом Кириллом возведён в сан митрополита.
С 27 ноября 2021 года до 24 марта 2022 года распоряжением патриарха Кирилла временно исполнял обязанности наместника и управлял Андреевским ставропигиальным монастырём.
Также с 25 августа до 13 октября 2022 года временно исполнял обязанности наместника и управлял Николо-Угрешским монастырём.
10 октября 2022 года распоряжением патриарха Кирилла освобождён от управления викариатством Новых территорий города Москвы.
3 сентября 2024 года распоряжением патриарха Кирилла освобождён от управления Благочинием Ставропигиальных приходов и Патриарших подворий вне города Москвы.

## Награды
- Орден святого равноапостольного великого князя Владимира II степени (14 декабря 2008 года) — во внимание к архипастырским усердным трудам и в связи с 20-летием управления Троице-Сергиевой лаврой[22]
- Орден святого преподобного Серафима Саровского II степени (6 октября 2010 года) — во внимание к усердному служению и в связи с 50-летием со дня рождения[23]
- Орден святителя Иннокентия, митрополита Московского и Коломенского II степени (6 октября 2015 года) — во внимание к служению и в связи со с 55-летием со дня рождения[24]
- Орден Дружбы (14 мая 2016 года) — за большой вклад в развитие духовных и культурных связей[25]
- Патриаршая грамота (22 декабря 2021 год) — во внимание к усердным архипастырским трудам и в связи с 60-летием со дня рождения[26].

## Публикации
статьи
- Патриотическая и миротворческая деятельность Троице-Сергиевой Лавры // Богословские труды. 1989. — № 29. — С. 215—224.
- «Главная ценность для Его Святейшества — церковная соборная молитва» // Журнал Московской Патриархии. 2004. — № 6. — С. 57-59.

интервью
- Чтобы передать духовный опыт // Русский инок. 2010. Июль-сентябрь. — С. 11, 12.
- Архиепископ Сергиево-Посадский Феогност: «Чтобы понять настоящее, нужно вернуться к своим истокам»
- Интервью Архиепископа Сергиево-Посадского Феогноста порталу «Русский Афон»: «Русская обитель на Афоне превращается в центр духовного просвещения», 12 АПРЕЛЯ 2016